# Кодроипо
Кодроипо (итал. Codroipo, у месном говору Codroip) град је у североисточној Италији. Он се налази у округу Удине, у оквиру италијанске покрајине Фурланија-Јулијска крајина.

## Природне одлике
Град Кодроипо налази се у североисточном делу Италије, 75 км северозападно од Трста, седишта покрајине. Град се налази у равничарском подручју источне Падске низије, око 30 км удаљен од северне обале Јадрана. Надморска висина града је 43 метра.

## Становништво
Према резултатима пописа становништва 2011. у општини је живело 15.806 становника.
| 1931.  | 1936.  | 1951.  | 1961.  | 1971.  | 1981.  | 1991.  | 2001.  | 2011.  |
| ------ | ------ | ------ | ------ | ------ | ------ | ------ | ------ | ------ |
| 12.172 | 11.359 | 12.915 | 11.790 | 12.210 | 14.257 | 14.234 | 14.421 | 15.806 |

Кодроипо данас има око 16.000 становника, махом Италијана. Током протеклих деценија број градског становништва расте. 

## Партнерски градови
- Maria Wörth
- Braine-le-Comte
- Galliera

## Галерија
- Здање општине
- Градска црква, посвећена Богородици
- Дворац Манин-Кехлер